# Simeri Crichi
Sìmeri Crichi è un comune italiano di 4 703 abitanti della provincia di Catanzaro, in Calabria. Sorge a est di Catanzaro, e si estende dai piedi della Sila sino alla costa ionica. Diede i natali all'importante monaco greco-calabro Bartolomeo di Simeri, fondatore del Pathirion di Rossano.

## Geografia fisica
Caratteristica di questo paese è quella di essere costituito da tre distinti agglomerati urbani, Simeri, a 299 metri s.l.m., Crichi, sede comunale, a 465 metri di altitudine, distanti tra loro circa 3,5 km e Simeri Mare.
Il territorio è bagnato dal Mar Ionio con circa 3 km di ampia spiaggia compresi nei confini comunali ed è caratterizzato da un profilo altimetrico pianeggiante verso il mare e collinare nell'entroterra.

Il territorio è attraversato ad est dal fiume Simeri ed a ovest dal fiume Alli.

## Origini del nome
In origine, il nome del paese era Symari, termine greco derivante da uno dei due fiumi che delimita il confine territoriale, per l’appunto il fiume Simeri. A questo, nel tempo, venne aggiunto il termine Crichi, dal greco Krikos (anello) o dal latino Ocris, che invece significa “monte sassoso”. 

## Storia
Nel medioevo la cittadina prosperò sotto il governo bizantino, che fortificò il perimetro abitato.
Nel 1541 il territorio di Simeri Crichi (e anche quello di Soveria Simeri) era di proprietà del duca Ignazio Barretta appartenente al Ducato di Simeri. Simeri appartenne poi ai Borgia fino al 1622. Dopo i Borgia, la terra passò ai Ravaschieri, già principi di Satriano. Il casale di Simeri fu poi dei De Fiore, dei Barreta Gonzaga e dei De Nobili, con Emanuele De Nobili che vi rimase fino al 1806, anno dell'eliminazione della feudalità.
Simeri è il borgo più antico, d'origine medievale: in questa zona sono stati portati alla luce una serie di reperti della prima metà del ferro e del periodo magnogreco.
Crichi, invece, fu fondato nella seconda metà del XVIII secolo, pare da un gruppo di contadini di Sellia.
Per quanto riguarda Simeri i primi feudatari risultano i Falloc e poi i Ruffo. A loro seguirono i Centelles e poi, nel 1482, i d'Aragona d'Ayerbe che, conti dal 1519, mantennero la titolarità fino al 1580. La baronia, da quest'anno, passò attraverso diverse famiglie. Fu di Casa Borgia, poi dei Ravaschieri di Satriano, dei De Fiore (marchesi dal 1715), dei Barretta Gonzaga (con titolo di duchi dal 1749) ed infine, dei De Nobili di Catanzaro, ultimi feudatari. Danneggiato dal terremoto del 1783, Simeri fu riconosciuto comune con decreto del 4 maggio 1811 e gli furono attribuite le frazioni di Crichi e di Petrizia (quest'ultima gli fu tolta con il riordino amministrativo borbonico del 1816 e attualmente fa parte del comune di Sellia Marina). Con decreto del 16 settembre 1848 il comune fu riunito e la sede municipale spostata a Crichi.

## Monumenti e luoghi d'interesse
- Ruderi del Castello Bizantino. Costruito verosimilmente nel X sec. d.C., il castello di Simeri domina sulla valle dell'omonimo fiume e sul golfo di Squillace, in una posizione strategica e molto suggestiva. Conserva pressoché intatta la cinta muraria esterna, una imponente torre cilindrica sul lato a nord, una seconda torre verso sud sulla linea del muro di cinta e buona parte della cittadella con il Palacium Castri, sede del potere.
- Chiesa di Santa Maria dell'Itria. Fondata tra il 1121 e il 1198 sotto la signoria dei Falluc, la Collegiata è un monumentale complesso ecclesiastico che ebbe fino al 1800 il beneficio dell juspatronatus ovvero di eleggere e ordinare le cariche ecclesiastiche che facevano parte del feudo di Simeri e possedere rendite esclusive. Constava, fino alla distruzione subita nel 1744 a causa di un terremoto, di tre navate e tre altari. La struttura attuale è composta da un'unica navata. Facciata e tetto sono crollate nel 1908 a causa del violento terremoto che distrusse anche Reggio e Messina.
- Ruderi Convento dei Cappuccini. Dedicato a Santa Maria degli Angeli, fu costruito su concessione e a spese del Principe Borgia di Squillace nel 1594. Soppresso nel 1784, fu ripristinato grazie all'impegno dei frati e della popolazione nel 1826 e adibito anche a ricovero per viaggiatori e mendicanti. Fu soppresso definitivamente nel 1874. Aveva 13 celle e una chiesa monumentale. Era sede di noviziato, ovvero qui venivano istruiti coloro che volevano prendere i voti come frati.

## Società

### Evoluzione demografica
Abitanti censiti

### Religione
Il comune è suddiviso in tre comunità parrocchiali, collocate nelle zone principali del paese: la parrocchia San Nicola di Bari nel capoluogo del comune (Crichi); la parrocchia Santa Maria Assunta nella frazione di Simeri, la parrocchia Santa Maria di Acquaviva nella zona marittima di Simeri Mare.

## Turismo
Allo stesso modo dei limitrofi comuni del litorale, il paese vive principalmente di turismo, visto il mare che la bagna. Nei mesi estivi, infatti, il paese si anima, ed arriva ad accogliere una popolazione fluttuante più che doppia rispetto ai residenti invernali, ravvivando l'ambiente urbano.

Lungo la costa sono presenti noti e storici villaggi turistici che durante il periodo estivo contribuiscono ad elevare il numero dei visitatori. 

## Infrastrutture e trasporti
Il comune è attraversato dalla Strada statale 106 Jonica e dalle strade provinciali 13, 14 e 16.

## Amministrazione
| Periodo         | Periodo         | Primo cittadino                                    | Partito                                  | Carica                    | Note  |
| --------------- | --------------- | -------------------------------------------------- | ---------------------------------------- | ------------------------- | ----- |
| 6 giugno 1993   | 27 aprile 1997  | Liborio Russetti                                   | Democrazia Cristiana                     | sindaco                   |       |
| 27 aprile 1997  | 13 maggio 2001  | Francesco Primo                                    | lista civica di centro-sinistra          | sindaco                   |       |
| 13 maggio 2001  | 29 maggio 2006  | Saverio Loiero                                     | lista civica                             | sindaco                   |       |
| 29 maggio 2006  | 16 maggio 2011  | Saverio Loiero                                     | lista civica di centro-destra            | sindaco                   |       |
| 16 maggio 2011  | 5 giugno 2016   | Marcello Barberio                                  | lista civica "Unione Civica"             | sindaco                   |       |
| 5 giugno 2016   | 30 agosto 2021  | Pietro Mancuso                                     | lista civica "Insieme per Simeri Crichi" | sindaco                   |       |
| 30 agosto 2021  | 23 ottobre 2023 | Aldo Lombardo Salvatore Tedesco Marialuisa Tripodi |                                          | commissario straordinario | [ 4 ] |
| 23 ottobre 2023 | in carica       | Davide Zicchinella                                 | lista civica Cambiamo Simeri Crichi      | Sindaco                   |       |